# Hydropsyche decalda
Hydropsyche decalda is een schietmot uit de familie Hydropsychidae. De soort komt voor in het Nearctisch gebied.